# Cerco de Lisboa (1142)
O Cerco de Lisboa de 1142 foi uma primeira tentativa, falhada, feita pelo rei D. Afonso Henriques para se apoderar da cidade de Lisboa, então sob poder muçulmano, com o auxílio de uma frota de cruzados. 

## História
Após a Batalha de Ourique, o "rei Esmar", provavelmente o governador Muhammad Az-Zubayr Ibn Umar, comandante dos muçulmanos, que fora derrotado, resolvera desforrar-se e, enquanto D. Afonso Henriques combatia contra os leoneses no Torneio de Arcos de Valdevez, Ibn Umar destruiu Leiria e atacou Trancoso. Firmadas as pazes com o seu primo Afonso VII de Leão, desceu D. Afonso Henriques com as suas tropas a Trancoso para socorrer a região e combateu contra os mouros, que derrotou em dois confrontos.
As cidades muçulmanas de Lisboa, Santarém e os castelos vizinhos pagavam um tributo a D. Afonso Henriques para que não lhes atacasse as terras. Não obstante, após a destruição de Leiria e Trancoso, decidiu D. Afonso Henriques que convinha capturar aquelas posições para melhor garantir a segurança da fronteira meridional de Portugal.
Chegado a Gaia, encontrou no porto desta cidade uma frota de 70 navios de cruzados ingleses e normandos, de Southampton e Hastings, liderados por Willelmus Vitulus e o seu irmão Radulfo, a caminho da Terra Santa e que fortuitamente haviam ali procurado refúgio devido ao mau tempo. Logrou D. Afonso convencê-los a ajudá-lo a conquistar Lisboa.
Acertados os pormenores do auxílio, deu a frota cruzada entrada no Tejo enquanto D. Afonso Henriques se dirigiu para Lisboa com as suas tropas por terra.
A comarca de Lisboa foi devastada e os arrabaldes da cidade destruídos, porém, atacado o burgo, não pôde este ser conquistado na ocasião devido a desavenças entre o rei português e os seus aliados norte-europeus.
Na ida para Lisboa, ou de regresso, D. Afonso Henriques refundou o castelo de Leiria, destruído dois anos antes pelos mouros, segundo entendeu António Brandão.